# Conchistador
Conchistador (în spaniolă conquistador, [koŋ.kis.t̪a'ð̞oɾ], care înseamnă „cuceritor”) este un termen folosit pentru a denumi soldații, exploratorii și aventurierii spanioli și portughezi care au realizat Conquista  (acest termen este larg acceptat de istorici), adică au cucerit o mare parte din Americi, Asia de sud și cea de est și insulele Pacificului și le-au adus sub stăpânire colonială spaniolă și cea portugheză între secolul XV și secolul XVII, începând cu colonia din Bahamas, înființată de Cristofor Columb.

## Listă de conchistadori și exploratori
- Hernán Cortés (Mexic, 1518-1522, Honduras, 1524, Baja California, 1532-1536)
- Francisco Pizarro (Peru, 1509-1535)
- Francisco Vásquez de Coronado (sud-vestul Statelor Unite, 1540-1542)
- Diego de Almagro (Peru, 1524-1535, Chile, 1535-1537)
- Vasco Núñez de Balboa (Panama, 1510-1519)
- Juan Ponce de León (Puerto Rico, 1508, Florida, 1513 și 1521)
- Pedro de Alvarado (Mexic, 1519-1521, Guatemala 1523 -1527, Peru, 1533-1535, Mexic, 1540-1541)
- Álvar Núñez Cabeza de Vaca (sud-vestul Statelor Unite, 1527-1536, America de Sud, 1540-1542)
- Lucas Vásquez de Ayllón (coasta de est a Statelor Unite, 1524-1527)
- Sebastián de Belalcázar (Ecuador și Columbia, 1533-1536)
- Gonzalo Pizarro (Peru, 1532-1542)
- Juan Pizarro, (Peru, 1532-1536)
- Francisco Hernández de Córdoba (Yucatán, 1517)
- Martín de Goiti, (Manila, Filipine, 1570-1571)
- Hernándo Pizarro, (Peru, 1532-1560)
- Juan de Grijalva (Yucatán, 1518)
- Gonzalo Jiménez de Quesada (Columbia, 1536-1537, Venezuela, 1569-1572)
- Miguel López de Legazpi, (Filipine, 1565-1571)
- Francisco de Montejo (Yucatan, 1527-1546)
- Juan de Salcedo (nordul Filipinelor, 1570-1576)
- Nikolaus Federmann (Venezuela și Columbia, 1537-1539).
- Pánfilo de Narváez (Florida, 1527-1528)
- Diego de Nicuesa (Panama, 1506-1511)
- Cristóbal de Olid (Honduras, 1523-1524)
- Francisco de Orellana (Amazon, 1541-1543)
- Hernando de Soto (sud-vestul Statelor Unite, 1539-1542)
- Inés de Suárez, (Chile, 1541)
- Martín de Ursua (Peten, raion din Guatemala, 1696-1697)
- Pedro de Valdivia (Chile, 1540-1552)
- Diego Velázquez de Cuéllar (Cuba, 1511-1519)
- Pedro Menendez de Aviles (Florida, 1565 - 1567)
- Juan de Oñate (New Mexico, 1598)
- Ñuflo de Chavez (Bolivia 1544-1568)
- António Raposo Tavares (1598–1658; exploratorul Braziliei)
- Afonso de Albuquerque (ducele din Goa; c. 1453 – 1515)
- Domingos Jorge Velho (1641–1705; explorator al Braziliei)
- Bartolomeu Dias (c. 1450 – 1500; primul european care a descoperit capul maritim al Africii de Sud)
- Vasco da Gama (conte din Vidigueira; n. 1460 sau 1469 – d. 1524), explorator portughez care a descoperit calea maritimă dintre Europa și India.
- Pedro Teixeira (mort în 1641), primul european care a explorat fluviul Amazon pe toată lungimea lui.
- Nuno Tristão (mort în 1446), a explorat țărmul apusean al Africii (azi, teritoriul țării Guineea-Bissau).